# ガニユ・オセニ
ガニユ・オセニ（英語: Ganiyu Oseni, 1991年9月19日 - ）は、ナイジェリア・オスン州のオショグボ出身のサッカー選手。

## 来歴
2008年8月、同年12月までの期限付き移籍でロシアのPFC CSKAモスクワに移籍した。
2009年12月、2013年6月までの3年半契約でチュニジアのエスペランス・スポルティーブ・ドゥ・チュニスに移籍した。
2014年4月、トルコのカフラマンマラシュスポルからドンタム・ロンアンFCに移籍した。オセニはドンタム・ロンアン移籍以前にもベトナムのクラブに所属しており、2012年はキエンロンバンク・キエンザンFCで11得点、2013年はホアン・アイン・ザライFCで10得点を記録していた。
2014年10月、ベカメックス・ビンズオンFCに移籍した。

## 代表
2007年、2007 FIFA U-17ワールドカップ代表メンバーに選出された。オセニは7試合中6試合に出場（先発5試合）し、ナイジェリア代表の優勝に貢献した。グループステージの日本戦で先制ゴールを決め、決勝のスペイン戦ではPK戦の3人目を務めた（先攻のナイジェリアが3人連続成功、後攻のスペインが3人連続失敗で終了）。

## 所属クラブ
- Prime Football Club 2007-2008
- →  エスペランス・スポルティーブ・ドゥ・チュニス 2008（期限付き移籍）
- →  PFC CSKAモスクワ 2008（期限付き移籍）
- PFC CSKAモスクワ 2009
- エスペランス・スポルティーブ・ドゥ・チュニス 2010-2013
- →  キエンロンバンク・キエンザンFC（英語版） 2011-2012（期限付き移籍）
- →  ホアン・アイン・ザライFC 2012-2013（期限付き移籍）
- カフラマンマラシュスポル（英語版） 2013-2014
- ドンタム・ロンアンFC 2014
- ベカメックス・ビンズオンFC 2015
- XSKTカントーFC 2015-2017
- ドンタム・ロンアンFC 2017
- ハノイT&T FC 2017-2019
- FCアララト・エレバン 2020
- カーズマSC 2020
- オマーン・クラブ 2020-

## タイトル

### クラブ
ベカメックス・ビンズオン
- メコンクラブチャンピオンシップ 優勝 (1) : 2014

ハノイT&T FC
- Vリーグ1 優勝 (1) : 2018

### 代表
U-17ナイジェリア代表
- FIFA U-17ワールドカップ 優勝 (1) : 2007